# دونباس‌انرگو
دونباس‌انرگو (اوکراینی: Донбасенерго) شرکت برق اوکراینی است، که در سال ۱۹۹۵ تأسیس شد.